# Emma von Schulz
Emma Katharina von Schulz, Familienname auch in den Schreibweisen  von Schoultz und von Schultz, durch Heirat ab 1871 Emma Barchewitz (* 28. November 1844 in Sankt Petersburg, Russisches Kaiserreich; † 27. April 1882 in Marseille, Frankreich), war eine in Berlin tätige baltendeutsche Genre- und Porträtmalerin.

## Leben
Emma von Schulz war eine Tochter des baltendeutsch-russischen Kavallerie-Generals Moritz Franz von Schulz (Мо́риц Христиа́нович фон Шульц, 1806–1888) und dessen Ehefrau Mathilde Charlotte Christine, geborene Baronin von Laudon (1818–1883). Der Großvater ihrer Mutter war der Feldherr Gideon Ernst von Laudon. Ihr Onkel war der Arzt, Dichter und Zeichner Georg Julius von Schultz. Dessen Töchter, ihre Cousinen, waren die Pianistin und Komponistin Ella Adaïewsky und die Malerin Pauline Geiger (1851–1934).
Emma von Schulz verbrachte ihre Jugend ab Mitte der 1850er Jahre in Dünamünde bei Riga, Gouvernement Livland, Russisches Kaiserreich, wo ihr Vater als Kommandant die Festung Dünamünde befehligte. In Berlin wurde sie eine Schülerin des Malers Friedrich Kraus. Durch Teilnahme an Berliner akademischen Kunstausstellungen nahm sie die Berliner Kunstkritik ab 1866 wahr. Adolf Seuberts Künstlerlexikon rezipierte ihre Bildnisse als „brilliant und energisch ausgeführt“ und ihre Genrebilder als „elegant, natürlich angeordnet und mit männlicher Empfindung beseelt“. Ihre Malerei stellte sie im „Internationalen Kunstsalon“ von Louis Friedrich Sachse aus.
Emma von Schulz war seit 1871 verheiratet mit Gustav Ewald Viktor Barchewitz (1842–1907), damals Premierleutnant des preußischen Garde-Feld-Artillerie-Regiments, später Major a. D., promovierter Philologe und Herr auf Gut Schmellwitz.